# Liste der FFH-Gebiete in Irland
Diese sortierbare Liste führt die 437 Fauna-Flora-Habitat-Gebiete in der Republik Irland. Die Gebiete sind Teil des Natura-2000-Netzwerks der Europäischen Union.

## Hinweise zu den Angaben in der Tabelle
- Gebietsname: Amtliche Bezeichnung des Schutzgebiets
- Bild/Commons: Bild und Link zu weiteren Bildern aus dem Schutzgebiet
- WDPA-ID: Link zum Schutzgebiet in der World Database on Protected Areas
- EEA-ID: Link zum Schutzgebiet in der Datenbank der European Environment Agency (EEA)
- County: County, in der das Gebiet liegt
- Fläche: Gesamtfläche des Schutzgebiets in Hektar
- Bemerkungen: Besonderheiten und Anmerkungen

## Connacht
| Gebietsname                                    | Bild/Commons          | WDPA-ID | EEA-ID    | County                  | Fläche ha | Bemerkungen |
| ---------------------------------------------- | --------------------- | ------- | --------- | ----------------------- | --------- | ----------- |
| Ardgraigue Bog                                 |                       |         | IE0002356 | Galway                  | 183,46    |             |
| Ardrahan Grassland                             |                       |         | IE0002244 | Galway                  | 200,99    |             |
| Aughrim (Aghrane) Bog                          |                       |         | IE0002200 | Galway                  | 110,33    |             |
| Aughrusbeg Machair and Lake                    |                       |         | IE0001228 | Galway                  | 422,25    |             |
| Ballinduff Turlough                            |                       |         | IE0002295 | Galway                  | 60,61     |             |
| Ballygar (Aghrane) Bog                         |                       |         | IE0002199 | Galway                  | 27,98     |             |
| Ballymaglancy Cave, Cong                       |                       |         | IE0000474 | Galway                  | 9,3       |             |
| Barnahallia Lough                              |                       |         | IE0002118 | Galway                  | 43,86     |             |
| Barroughter Bog                                |                       |         | IE0000231 | Galway                  | 173,95    |             |
| Caherglassaun Turlough                         |                       |         | IE0000238 | Galway                  | 165,58    |             |
| Cahermore Turlough                             |                       |         | IE0002294 | Galway                  | 64,07     |             |
| Camderry Bog                                   |                       |         | IE0002347 | Galway                  | 280,6     |             |
| Carrowbaun, Newhall and Ballylee Turloughs     |                       |         | IE0002293 | Galway                  | 105,62    |             |
| Carrownagappul Bog                             |                       |         | IE0001242 | Galway                  | 485,66    |             |
| Castletaylor Complex                           |                       |         | IE0000242 | Galway                  | 143,43    |             |
| Cloonmoylan Bog                                |                       |         | IE0000248 | Galway                  | 554,19    |             |
| Connemara Bog Complex                          |                       |         | IE0002034 | Galway                  | 49197,33  |             |
| Coolcam Turlough                               |                       |         | IE0000218 | Galway                  | 136,76    |             |
| Coole-Garryland Complex                        | Coole Park            |         | IE0000252 | Galway                  | 1119,93   |             |
| Corliskea/Trien/Cloonfelliv Bog                |                       |         | IE0002110 | Galway, Roscommon       | 724,91    |             |
| Cregduff Lough                                 |                       |         | IE0001251 | Galway                  | 71,84     |             |
| Cregg House Stables, Crusheen                  |                       |         | IE0002317 | Galway                  | 0,02      |             |
| Croaghill Turlough                             |                       |         | IE0000255 | Galway                  | 47,35     |             |
| Curraghlehanagh Bog                            |                       |         | IE0002350 | Galway                  | 277,97    |             |
| Derrycrag Wood Nature Reserve                  |                       |         | IE0000261 | Galway                  | 118,37    |             |
| Derrinlough (Cloonkeenleananode) Bog           |                       |         | IE0002197 | Galway                  | 61,1      |             |
| Dog’s Bay                                      | Dog’s Bay             |         | IE0001257 | Galway                  | 146,93    |             |
| Drummin Wood                                   |                       |         | IE0002181 | Galway                  | 84,84     |             |
| East Burren Complex                            |                       |         | IE0001926 | Galway                  | 18800,66  |             |
| Galway Bay Complex                             |                       |         | IE0000268 | Galway                  | 14,402,77 |             |
| Glenloughaun Esker                             |                       |         | IE0002213 | Galway                  | 5,7       |             |
| Gortacarnaun Wood                              |                       |         | IE0002180 | Galway                  | 111,49    |             |
| Gortnandarragh Limestone Pavement              |                       |         | IE0001271 | Galway                  | 347,08    |             |
| Inishbofin and Inishshark                      | Inishshark            |         | IE0000278 | Galway                  | 2794,06   |             |
| Inisheer Island                                | Inisheer              |         | IE0001275 | Galway                  | 552,29    |             |
| Inishmaan Island                               | Inishmaan             |         | IE0000212 | Galway                  | 801,86    |             |
| Inishmore Island                               | Inishmore             |         | IE0000213 | Galway                  | 14493,61  |             |
| Kilkieran Bay and Islands                      |                       |         | IE0002111 | Galway                  | 21397,86  |             |
| Kilsallagh Bog                                 |                       |         | IE0000285 | Galway                  | 279,61    |             |
| Kiltartan Cave (Coole)                         |                       |         | IE0000286 | Galway                  | 0,01      |             |
| Kiltiernan Turlough                            |                       |         | IE0001285 | Galway                  | 52,41     |             |
| Kingstown Bay                                  |                       |         | IE0002265 | Galway                  | 79,89     |             |
| Levally Lough                                  | Levally Lough         |         | IE0000295 | Galway                  | 57,97     |             |
| Lisnageeragh Bog and Ballinastack Turlough     |                       |         | IE0000296 | Galway                  | 440       |             |
| Loughatorick South Bog                         |                       |         | IE0000308 | Galway                  | 887,96    |             |
| Lough Carra/Mask Complex                       | Lough Carra           |         | IE0001774 | Galway, Mayo            | 13509,77  |             |
| Lough Corrib                                   | Lough Corrib          |         | IE0000297 | Galway, Mayo, Roscommon | 25193,2   |             |
| Lough Coy                                      |                       |         | IE0002117 | Galway                  | 77,4      |             |
| Lough Cutra                                    | Lough Cultra          |         | IE0000299 | Galway                  | 658,5     |             |
| Lough Derg, North-East Shore                   |                       |         | IE0002241 | Galway                  | 3652,8    |             |
| Lough Fingall Complex                          |                       |         | IE0000606 | Galway                  | 606,78    |             |
| Lough Lurgeen Bog/Glenamaddy Turlough          | Glenamaddy Turlough   |         | IE0000301 | Galway                  | 1161,62   |             |
| Lough Nageeron                                 |                       |         | IE0002119 | Galway                  | 19,65     |             |
| Lough Rea                                      | Lough Rea             |         | IE0000304 | Galway                  | 364,6     |             |
| Maumturk Mountains                             | Maumturk Mountains    |         | IE0002008 | Galway                  | 13465,97  |             |
| Monivea Bog                                    |                       |         | IE0002352 | Galway                  | 286,56    |             |
| Murvey Machair                                 |                       |         | IE0002129 | Galway                  | 80,13     |             |
| Omey Island Machair                            |                       |         | IE0001309 | Galway                  | 228,86    |             |
| Peterswell Turlough                            |                       |         | IE0000318 | Galway                  | 245,47    |             |
| Pollnaknockaun Wood Nature Reserve             |                       |         | IE0000319 | Galway                  | 80,53     |             |
| Rahasane Turlough                              |                       |         | IE0000322 | Galway                  | 351,66    |             |
| Shannon Callows                                |                       |         | IE0000216 | Galway, Roscommon       | 5853,94   |             |
| Rosroe Bog                                     |                       |         | IE0000324 | Galway                  | 261,93    |             |
| Ross Lake and Woods                            | Ross Lake             |         | IE0001312 | Galway                  | 323,06    |             |
| Rosturra Wood                                  |                       |         | IE0001313 | Galway                  | 38,24     |             |
| Rusheenduff Lough                              |                       |         | IE0001311 | Galway                  | 48,74     |             |
| Shankill West Bog                              |                       |         | IE0000326 | Galway                  | 136,34    |             |
| Slyne Head Islands                             |                       |         | IE0000328 | Galway                  | 2355,13   |             |
| Slyne Head Peninsula                           |                       |         | IE0002074 | Galway                  | 4026,46   |             |
| Sonnagh Bog                                    |                       |         | IE0001913 | Galway                  | 464,72    |             |
| Termon Lough                                   |                       |         | IE0001321 | Galway                  | 211,7     |             |
| The Twelve Bens/Garraun Complex                | Twelve Bens           |         | IE0002031 | Galway                  | 16163,23  |             |
| Tully Lough                                    | Tully Lough           |         | IE0002130 | Galway                  | 142,22    |             |
| Tully Mountain                                 | Tully Mountain        |         | IE0000330 | Galway                  | 478,91    |             |
| Williamstown Turloughs                         |                       |         | IE0002296 | Galway                  | 232,64    |             |
| West Connacht Coast                            |                       |         | IE0002998 | Galway, Mayo            | 65945,58  |             |
| Arroo Mountain                                 |                       |         | IE0001403 | Leitrim                 | 3966,19   |             |
| Ben Bulben, Gleniff and Glenade Complex        | Ben Bulben            |         | IE0000623 | Leitrim, Sligo          | 5981,24   |             |
| Boleybrack Mountain                            |                       |         | IE0002032 | Leitrim, Cavan          | 4242,32   |             |
| Bunduff Lough and Machair/Trawalua/Mullaghmore | Bunduff Lough         |         | IE0000625 | Leitrim, Sligo          | 4387,18   |             |
| Cuilcagh-Anierin Uplands                       | Cuilcagh              |         | IE0000584 | Leitrim                 | 9735,53   |             |
| Glenade Lough                                  | Glenade Lough         |         | IE0001919 | Leitrim                 | 115,02    |             |
| Lough Gill                                     | Lough Gill            |         | IE0001976 | Leitrim, Sligo          | 3318,67   |             |
| Lough Melvin                                   | Lough Melvin          |         | IE0000428 | Leitrim, Donegal        | 2268,87   |             |
| Achill Head                                    | Achill Head           |         | IE0002268 | Mayo                    | 6892,36   |             |
| Ardkill Turlough                               |                       |         | IE0000461 | Mayo                    | 25,53     |             |
| Balla Turlough                                 |                       |         | IE0000463 | Mayo                    | 49,08     |             |
| Ballinafad                                     |                       |         | IE0002081 | Mayo                    | 0,15      |             |
| Bellacorick Bog Complex                        |                       |         | IE0001922 | Mayo                    | 9519,75   |             |
| Bellacorick Iron Flush                         |                       |         | IE0000466 | Mayo                    | 22,86     |             |
| Bellacragher Saltmarsh                         |                       |         | IE0002005 | Mayo                    | 17,44     |             |
| Brackloon Woods                                | Brackloon Woods       |         | IE0000471 | Mayo                    | 80,2      |             |
| Broadhaven Bay                                 | Broadhaven Bay        |         | IE0000472 | Mayo                    | 9071,38   |             |
| Carrowkeel Turlough                            |                       |         | IE0000475 | Mayo                    | 40,97     |             |
| Carrowmore Lake Complex                        | Carrowmore Lake       |         | IE0000476 | Mayo                    | 3646,78   |             |
| Island Cliffs                                  |                       |         | IE0002243 | Mayo                    | 409,99    |             |
| Clew Bay Complex                               |                       |         | IE0001482 | Mayo                    | 11981,94  |             |
| Cloonakillina Lough                            |                       |         | IE0001899 | Mayo                    | 66,93     |             |
| Cloughmoyne                                    |                       |         | IE0000479 | Mayo                    | 96,72     |             |
| Clyard Kettle-Holes                            |                       |         | IE0000480 | Mayo                    | 126,46    |             |
| Corraun Plateau                                |                       |         | IE0000485 | Mayo                    | 3895,13   |             |
| Croaghaun/Slievemore                           | Croghaun Cliffs       |         | IE0001955 | Mayo                    | 3293,81   |             |
| Cross Lough (Killadoon)                        | Cross Lough           |         | IE0000484 | Mayo                    | 56,67     |             |
| Doocastle Turlough                             |                       |         | IE0000492 | Mayo, Sligo             | 76,67     |             |
| Doogort Machair/Lough Doo                      |                       |         | IE0001497 | Mayo                    | 187,87    |             |
| Duvillaun Islands                              |                       |         | IE0000495 | Mayo                    | 539,36    |             |
| Erris Head                                     | Erris Head            |         | IE0001501 | Mayo                    | 850,97    |             |
| Flughany Bog                                   |                       |         | IE0000497 | Mayo, Sligo             | 231,03    |             |
| Glenamoy Bog Complex                           | Glenamoy Bog Complex  |         | IE0000500 | Mayo                    | 13057,21  |             |
| Greaghans Turlough                             |                       |         | IE0000503 | Mayo                    | 43,71     |             |
| Inishkea Islands                               | Inishkea South Island |         | IE0000507 | Mayo                    | 1239,38   |             |
| Keel Machair/Menaun Cliffs                     | Menaun Cliffs         |         | IE0001513 | Mayo                    | 1667,49   |             |
| Kildun Souterrain                              |                       |         | IE0002320 | Mayo                    | 0,65      |             |
| Kilglassan/Caheravoostia Turlough Complex      |                       |         | IE0000504 | Mayo                    | 111,63    |             |
| Killala Bay/Moy Estuary                        | Killala Bay           |         | IE0000458 | Mayo, Sligo             | 2180,9    |             |
| Lackan Saltmarsh and Kilcummin Head            |                       |         | IE0000516 | Mayo                    | 538,01    |             |
| Lough Cahasy, Lough Baun and Roonah Lough      |                       |         | IE0001529 | Mayo                    | 300,58    |             |
| Lough Dahybaun                                 |                       |         | IE0002177 | Mayo                    | 76,1      |             |
| Lough Gall Bog                                 |                       |         | IE0000522 | Mayo                    | 362,58    |             |
| Lough Hoe Bog                                  |                       |         | IE0000633 | Mayo, Sligo             | 3214,04   |             |
| Mocorha Lough                                  |                       |         | IE0001536 | Mayo                    | 65,98     |             |
| Moore Hall (Lough Carra)                       |                       |         | IE0000527 | Mayo                    | 0,08      |             |
| Mullet/Blacksod Bay Complex                    | Blacksod Bay          |         | IE0000470 | Mayo                    | 14023,02  |             |
| Mweelrea/Sheeffry/Erriff Complex               | Mweelrea              |         | IE0001932 | Mayo                    | 20974,45  |             |
| Newport River                                  | Newport River         |         | IE0002144 | Mayo                    | 1402,52   |             |
| Oldhead Wood                                   | Oldhead Wood          |         | IE0000532 | Mayo                    | 85,29     |             |
| Owenduff/Nephin Complex                        | Nephin                |         | IE0000534 | Mayo                    | 27052,05  |             |
| Ox Mountains Bogs                              |                       |         | IE0002006 | Mayo, Sligo             | 10565,78  |             |
| River Moy                                      | River Moy             |         | IE0002298 | Mayo, Roscommon, Sligo  | 15389,86  |             |
| Shrule Turlough                                |                       |         | IE0000525 | Mayo                    | 170,52    |             |
| Skealoghan Turlough                            |                       |         | IE0000541 | Mayo                    | 40,02     |             |
| Slieve Fyagh Bog                               |                       |         | IE0000542 | Mayo                    | 2375,90   |             |
| Towerhill House                                |                       |         | IE0002179 | Mayo                    | 60,71     |             |
| Urlaur Lakes                                   | Urlaur Lakes          |         | IE0001571 | Mayo, Roscommon         | 265,78    |             |
| Annaghmore Lough                               |                       |         | IE0001626 | Roscommon               | 249,9     |             |
| Ballinturly Turlough                           |                       |         | IE0000588 | Roscommon               | 151,69    |             |
| Ballynamona Bog and Corkip Lough               | Ballynamona Bog       |         | IE0002339 | Roscommon               | 244,67    |             |
| Bellanagare Bog                                |                       |         | IE0000592 | Roscommon               | 1207,08   |             |
| Callow Bog                                     |                       |         | IE0000595 | Roscommon               | 617,65    |             |
| Carrowbehy/Caher Bog                           |                       |         | IE0000597 | Roscommon               | 345,66    |             |
| Castlesampson Esker                            |                       |         | IE0001625 | Roscommon               | 144,2     |             |
| Cloonchambers Bog                              |                       |         | IE0000600 | Roscommon               | 348,06    |             |
| Cloonshanville Bog                             |                       |         | IE0000614 | Roscommon               | 225,81    |             |
| Coolcam Turlough                               |                       |         | IE0000218 | Roscommon               | 136,76    |             |
| Corbo Bog                                      |                       |         | IE0002349 | Roscommon               | 206,67    |             |
| Derrinea Bog                                   |                       |         | IE0000604 | Roscommon               | 89,18     |             |
| Drumalough Bog                                 |                       |         | IE0002338 | Roscommon               | 278,77    |             |
| Errit Lough                                    |                       |         | IE0000607 | Roscommon               | 84,59     |             |
| Four Roads Turlough                            |                       |         | IE0001637 | Roscommon               | 100,18    |             |
| Killeglan Grassland                            |                       |         | IE0002214 | Roscommon               | 60,91     |             |
| Lisduff Turlough                               |                       |         | IE0000609 | Roscommon               | 69,69     |             |
| Lough Arrow                                    | Lough Arrow           |         | IE0001673 | Roscommon, Sligo        | 1454,26   |             |
| Lough Croan Turlough                           |                       |         | IE0000610 | Roscommon               | 155,62    |             |
| Lough Forbes Complex                           |                       |         | IE0001818 | Roscommon               | 1333,82   |             |
| Lough Funshinagh                               | Lough Funshinagh      |         | IE0000611 | Roscommon               | 430,52    |             |
| Lough Ree                                      | Hodson Bay, Lough Ree |         | IE0000440 | Roscommon               | 14365,03  |             |
| Mullygollan Turlough                           |                       |         | IE0000612 | Roscommon               | 35,89     |             |
| Tullaghanrock Bog                              |                       |         | IE0002354 | Roscommon               | 102,83    |             |
| Ballysadare Bay                                | Ballysadare Bay       |         | IE0000622 | Sligo                   | 2144,55   |             |
| Bricklieve Mountains and Keishcorran           | Bricklieve Mountains  |         | IE0001656 | Sligo                   | 1692,09   |             |
| Cummeen Strand/Drumcliff Bay (Sligo Bay)       | Drumcliff Bay         |         | IE0000627 | Sligo                   | 4917,01   |             |
| Knockalongy and Knockachree Cliffs             |                       |         | IE0001669 | Sligo                   | 115,55    |             |
| Lough Nabrickkeagh Bog                         |                       |         | IE0000634 | Sligo                   | 271,82    |             |
| Streedagh Point Dunes                          | Streedagh Point Dunes |         | IE0001680 | Sligo                   | 632,83    |             |
| Templehouse and Cloonacleigha Loughs           | Templehouse Lough     |         | IE0000636 | Sligo                   | 492,64    |             |
| Turloughmore                                   |                       |         | IE0000637 | Sligo                   | 74,17     |             |
| Union Wood                                     |                       |         | IE0000638 | Sligo                   | 60,83     |             |
| Unshin River                                   |                       |         | IE0001898 | Sligo                   | 892,01    |             |

## Leinster
| Gebietsname                           | Bild/Commons                      | WDPA-ID | EEA-ID    | County                                            | Fläche ha | Bemerkungen |
| ------------------------------------- | --------------------------------- | ------- | --------- | ------------------------------------------------- | --------- | ----------- |
| Blackstairs Mountains                 | Blackstairs Mountains             |         | IE0000770 | Carlow, Wexford                                   | 5046,85   |             |
| River Barrow and River Nore           | River Barrow                      |         | IE0002162 | Carlow, Kildare, Kilkenny, Laois, Offaly, Wexford | 12367,76  |             |
| Slaney River Valley                   | Slaney River                      |         | IE0000781 | Carlow, Wexford, Wicklow                          | 6017,81   |             |
| Baldoyle Bay                          | Baldoyle Bay                      |         | IE0000199 | Dublin                                            | 538,7     |             |
| Ballyman Glen                         |                                   |         | IE0000713 | Dublin                                            | 23,53     |             |
| Dublin Bay (North)                    | North Dublin Bay                  |         | IE0000206 | Dublin                                            | 1474,35   |             |
| Dublin Bay (South)                    | South Dublin Bay                  |         | IE0000210 | Dublin                                            | 741,8     |             |
| Glenasmole Valley                     |                                   |         | IE0001209 | Dublin                                            | 149,23    |             |
| Howth Head                            | Howth Head                        |         | IE0000202 | Dublin                                            | 374,72    |             |
| Ireland’s Eye                         | Ireland’s Eye                     |         | IE0002193 | Dublin                                            | 40,34     |             |
| Knocksink Wood                        | Knocksink Wood                    |         | IE0000725 | Dublin, Wicklow                                   | 87,89     |             |
| Lambay Island                         | Lambay Island                     |         | IE0000204 | Dublin                                            | 404,19    |             |
| Malahide Estuary                      | Malahide Estuary                  |         | IE0000205 | Dublin                                            | 788       |             |
| Rogerstown Estuary                    |                                   |         | IE0000208 | Dublin                                            | 537,76    |             |
| Ballynafagh Bog                       |                                   |         | IE0000391 | Kildare                                           | 155,23    |             |
| Ballynafagh Lake                      |                                   |         | IE0001387 | Kildare                                           | 45,49     |             |
| Red Bog, Kildare                      |                                   |         | IE0000397 | Kildare                                           | 4,1       |             |
| Rye Water Valley/Carton               | Rye Water                         |         | IE0001398 | Kildare, Meath                                    | 70,48     |             |
| Mouds Bog                             |                                   |         | IE0002331 | Kildare                                           | 590,94    |             |
| Pollardstown Fen                      | Pollardstown Fen                  |         | IE0000396 | Kildare                                           | 226,83    |             |
| Hugginstown Fen                       |                                   |         | IE0000404 | Kilkenny                                          | 63,9      |             |
| The Loughans                          |                                   |         | IE0000407 | Kilkenny                                          | 40,45     |             |
| Cullahill Mountain                    |                                   |         | IE0000831 | Kilkenny                                          | 54,72     |             |
| Spahill and Clomantagh Hill           |                                   |         | IE0000849 | Kilkenny                                          | 146,47    |             |
| Galmoy Fen                            |                                   |         | IE0001858 | Kilkenny                                          | 25,22     |             |
| Lower River Suir                      | River Suir                        |         | IE0002137 | Kilkenny                                          | 7096,91   |             |
| Thomastown Quarry                     |                                   |         | IE0002252 | Kilkenny                                          | 3,88      |             |
| Ballyprior Grassland                  |                                   |         | IE0002256 | Laois                                             | 44,18     |             |
| Clonaslee Eskers and Derry Bog        |                                   |         | IE0000859 | Laois, Offaly                                     | 278,67    |             |
| Coolrain Bog                          |                                   |         | IE0002332 | Laois                                             | 145,89    |             |
| Lisbigney Bog                         |                                   |         | IE0000869 | Laois                                             | 35,59     |             |
| Mountmellick SAC                      |                                   |         | IE0002141 | Laois                                             | 2,03      |             |
| Slieve Bloom Mountains                |                                   |         | IE0000412 | Laois, Offaly                                     | 4877,08   |             |
| Knockacoller Bog                      |                                   |         | IE0002333 | Laois                                             | 129,27    |             |
| Ardagullion Bog                       |                                   |         | IE0002341 | Longford                                          | 116,44    |             |
| Brown Bog                             |                                   |         | IE0002346 | Longford                                          | 73,62     |             |
| Clooneen Bog                          |                                   |         | IE0002348 | Longford                                          | 214,93    |             |
| Derragh Bog                           |                                   |         | IE0002201 | Longford                                          | 37,62     |             |
| Fortwilliam Turlough                  |                                   |         | IE0000448 | Longford                                          | 50,69     |             |
| Lough Forbes Complex                  |                                   |         | IE0001818 | Longford                                          | 1333,82   |             |
| Lough Ree                             | Lough Ree                         |         | IE0000440 | Longford, Westmeath                               | 14365,03  |             |
| Mount Jessop Bog                      |                                   |         | IE0002202 | Longford                                          | 71,92     |             |
| Boyne Coast and Estuary               |                                   |         | IE0001957 | Louth, Meath                                      | 629,24    |             |
| Carlingford Mountain                  | Carlingford Mountain              |         | IE0000453 | Louth                                             | 3099,87   |             |
| Carlingford Shore                     |                                   |         | IE0002306 | Louth                                             | 524,39    |             |
| Clogher Head                          |                                   |         | IE0001459 | Louth                                             | 23,74     |             |
| Dundalk Bay                           | Dundalk Bay                       |         | IE0000455 | Louth                                             | 5234,05   |             |
| River Boyne and River Blackwater      |                                   |         | IE0002299 | Louth, Meath, Westmeath                           | 2317,87   |             |
| Girley (Drewstown) Bog                |                                   |         | IE0002203 | Meath                                             | 32,27     |             |
| Killyconny Bog (Cloghbally)           |                                   |         | IE0000006 | Meath                                             | 185,02    |             |
| Lough Bane and Lough Glass            | Lough Bane                        |         | IE0002120 | Meath, Westmeath                                  | 203,42    |             |
| Moneybeg and Clareisland Bogs         |                                   |         | IE0002340 | Meath, Westmeath                                  | 364,17    |             |
| Mount Hevey Bog                       |                                   |         | IE0002342 | Meath, Westmeath                                  | 473,91    |             |
| White Lough, Ben Loughs and Lough Doo |                                   |         | IE0001810 | Meath, Westmeath                                  | 116,28    |             |
| All Saints Bog and Esker              |                                   |         | IE0000566 | Offaly                                            | 365,81    |             |
| Charleville Wood                      | Charleville Wood                  |         | IE0000571 | Offaly                                            | 377,35    |             |
| Clara Bog                             |                                   |         | IE0000572 | Offaly                                            | 836,18    |             |
| Ferbane Bog                           |                                   |         | IE0000575 | Offaly                                            | 151,9     |             |
| Fin Lough                             |                                   |         | IE0000576 | Offaly                                            | 73,98     |             |
| Island Fen                            |                                   |         | IE0002236 | Offaly                                            | 12,02     |             |
| Lisduff Fen                           |                                   |         | IE0002147 | Offaly                                            | 30,83     |             |
| Mongan Bog                            |                                   |         | IE0000580 | Offaly                                            | 206,51    |             |
| Moyclare Bog                          |                                   |         | IE0000581 | Offaly                                            | 129,95    |             |
| Pilgrim’s Road Esker                  |                                   |         | IE0001776 | Offaly                                            | 69,73     |             |
| Raheenmore Bog                        |                                   |         | IE0000582 | Offaly                                            | 203,7     |             |
| Ridge Road, SW of Rapemills           |                                   |         | IE0000919 | Offaly                                            | 6,24      |             |
| Shannon Callows                       |                                   |         | IE0000216 | Offaly, Westmeath                                 | 5853,94   |             |
| Sharavogue Bog                        |                                   |         | IE0000585 | Offaly                                            | 236,39    |             |
| TheLong Derries, Edenderry            |                                   |         | IE0000925 | Offaly                                            | 30,37     |             |
| Ballymore Fen                         |                                   |         | IE0002313 | Westmeath                                         | 42,71     |             |
| Carn Park Bog                         |                                   |         | IE0002336 | Westmeath                                         | 247,15    |             |
| Crosswood Bog                         |                                   |         | IE0002337 | Westmeath                                         | 206,52    |             |
| Garriskil Bog                         |                                   |         | IE0000679 | Westmeath                                         | 351,29    |             |
| Lough Ennell                          | Lough Ennell                      |         | IE0000685 | Westmeath                                         | 1719,63   |             |
| Lough Lene                            | Lough Lene                        |         | IE0002121 | Westmeath                                         | 490,74    |             |
| Lough Owel                            | Lough Owel                        |         | IE0000688 | Westmeath                                         | 1121,45   |             |
| Scragh Bog                            |                                   |         | IE0000692 | Westmeath                                         | 23,85     |             |
| Split Hills and Long Hill Esker       |                                   |         | IE0001831 | Westmeath                                         | 75,23     |             |
| Wooddown Bog                          |                                   |         | IE0002205 | Westmeath                                         | 49,86     |             |
| Ballyteige Burrow                     | Ballyteige Burrow                 |         | IE0000696 | Wexford                                           | 703,09    |             |
| Bannow Bay                            | Bannow Bay                        |         | IE0000697 | Wexford                                           | 1325,12   |             |
| Blackwater Bank                       |                                   |         | IE0002953 | Wexford                                           | 12401,45  |             |
| Cahore Polders and Dunes              | Cahore Polders and Dunes          |         | IE0000700 | Wexford                                           | 264,76    |             |
| Carnsore Point                        | Carnsore Point                    |         | IE0002269 | Wexford                                           | 8736,19   |             |
| Hook Head                             | Hook Head                         |         | IE0000764 | Wexford                                           | 17006,27  |             |
| Kilmuckridge-Tinnaberna Sandhills     | Kilmuckridge-Tinnaberna Sandhills |         | IE0001741 | Wexford                                           | 64,56     |             |
| Kilpatrick Sandhills                  |                                   |         | IE0001742 | Wexford                                           | 39,69     |             |
| Lady’s Island Lake                    | Lady’s Island Lake                |         | IE0000704 | Wexford                                           | 507       |             |
| Long Bank                             |                                   |         | IE0002161 | Wexford                                           | 3370,87   |             |
| Raven Point Nature Reserve            |                                   |         | IE0000710 | Wexford                                           | 594,26    |             |
| Saltee Islands                        | Saltee Islands                    |         | IE0000707 | Wexford                                           | 15822,26  |             |
| Screen Hills                          |                                   |         | IE0000708 | Wexford                                           | 139,42    |             |
| Tacumshin Lake                        |                                   |         | IE0000709 | Wexford                                           | 558,57    |             |
| Ballyman Glen                         |                                   |         | IE0000713 | Wicklow                                           | 23,53     |             |
| Bray Head                             | Bray Head                         |         | IE0000714 | Wicklow                                           | 263,39    |             |
| Buckroney-Brittas Dunes and Fen       |                                   |         | IE0000729 | Wicklow                                           | 320,65    |             |
| Carriggower Bog                       |                                   |         | IE0000716 | Wicklow                                           | 84,3      |             |
| Vale of Clara (Rathdrum Wood)         | Vale of Clara                     |         | IE0000733 | Wicklow                                           | 378,25    |             |
| Deputy’s Pass Nature Reserve          |                                   |         | IE0000717 | Wicklow                                           | 47,88     |             |
| Glen of the Downs                     | Glen of the Downs                 |         | IE0000719 | Wicklow                                           | 74,45     |             |
| Holdenstown Bog                       |                                   |         | IE0001757 | Wicklow                                           | 4,05      |             |
| Magherabeg Dunes                      |                                   |         | IE0001766 | Wicklow                                           | 74,61     |             |
| The Murrough Wetlands                 |                                   |         | IE0002249 | Wicklow                                           | 602,7     |             |
| Wicklow Mountains                     | Wicklow Mountains                 |         | IE0002122 | Wicklow, Dublin                                   | 32931,38  |             |
| Wicklow Reef                          |                                   |         | IE0002274 | Wicklow                                           | 1532,56   |             |

## Munster
| Gebietsname                                                               | Bild/Commons                                    | WDPA-ID | EEA-ID    | County                                      | Fläche ha | Bemerkungen |
| ------------------------------------------------------------------------- | ----------------------------------------------- | ------- | --------- | ------------------------------------------- | --------- | ----------- |
| Ballyallia Lake                                                           |                                                 |         | IE0000014 | Clare                                       | 180,17    |             |
| Ballycullinan Lake                                                        |                                                 |         | IE0000016 | Clare                                       | 191,21    |             |
| Ballycullinan, Old Domestic Building                                      |                                                 |         | IE0002246 | Clare                                       | 5,74      |             |
| Ballyogan Lough                                                           |                                                 |         | IE0000019 | Clare                                       | 379,73    |             |
| Ballyteigue                                                               | Ballyteigue                                     |         | IE0000994 | Clare                                       | 6,43      |             |
| Ballyvaughan Turlough                                                     |                                                 |         | IE0000996 | Clare                                       | 12,86     |             |
| Black Head-Poulsallagh Complex                                            |                                                 |         | IE0000020 | Clare                                       | 7801,99   |             |
| Carrowmore Dunes                                                          | Carrowmore Dunes                                |         | IE0002250 | Clare                                       | 451,64    |             |
| Carrowmore Point to Spanish Point and Islands                             |                                                 |         | IE0001021 | Clare                                       | 4236,47   |             |
| Danes Hole, Poulnalecka                                                   |                                                 |         | IE0000030 | Clare                                       | 38,43     |             |
| Dromore Woods and Loughs                                                  |                                                 |         | IE0000032 | Clare                                       | 877,04    |             |
| East Burren Complex                                                       |                                                 |         | IE0001926 | Clare                                       | 18800,66  |             |
| Galway Bay Complex                                                        |                                                 |         | IE0000268 | Clare                                       | 14402,77  |             |
| Glendree Bog                                                              |                                                 |         | IE0001912 | Clare                                       | 339,92    |             |
| Glenomra Wood                                                             |                                                 |         | IE0001013 | Clare                                       | 50,27     |             |
| Inagh River Estuary                                                       |                                                 |         | IE0000036 | Clare                                       | 392,45    |             |
| Kilkee Reefs                                                              |                                                 |         | IE0002264 | Clare                                       | 2877,95   |             |
| Kilkishen House                                                           |                                                 |         | IE0002319 | Clare                                       | 0,44      |             |
| Knockanira House                                                          |                                                 |         | IE0002318 | Clare                                       | 0,02      |             |
| Loughatorick South Bog                                                    |                                                 |         | IE0000308 | Clare                                       | 887,96    |             |
| Lough Gash Turlough                                                       |                                                 |         | IE0000051 | Clare                                       | 25,58     |             |
| Lower River Shannon                                                       |                                                 |         | IE0002165 | Clare, Cork, Kerry, Limerick, Tipperary     | 68300,01  |             |
| Moneen Mountain                                                           | Moneen Mountainside                             |         | IE0000054 | Clare                                       | 6104,82   |             |
| Moyree River System                                                       |                                                 |         | IE0000057 | Clare                                       | 477,67    |             |
| Newgrove House                                                            |                                                 |         | IE0002157 | Clare                                       | 47,41     |             |
| Newhall and Edenvale Complex                                              |                                                 |         | IE0002091 | Clare                                       | 136,91    |             |
| Old Domestic Building, Keevagh                                            |                                                 |         | IE0002010 | Clare                                       | 0,01      |             |
| Old Domestic Buildings, Rylane                                            |                                                 |         | IE0002314 | Clare                                       | 13,90     |             |
| Old Farm Buildings, Ballymacrogan                                         |                                                 |         | IE0002245 | Clare                                       | 0,16      |             |
| Pouladatig Cave                                                           |                                                 |         | IE0000037 | Clare                                       | 3,36      |             |
| Pollagoona Bog                                                            |                                                 |         | IE0002126 | Clare                                       | 55,03     |             |
| Poulnagordon Cave (Quin)                                                  |                                                 |         | IE0000064 | Clare                                       | 0,05      |             |
| Ratty River Cave                                                          |                                                 |         | IE0002316 | Clare                                       | 0,72      |             |
| Slieve Bernagh Bog                                                        |                                                 |         | IE0002312 | Clare                                       | 1973,97   |             |
| Termon Lough                                                              |                                                 |         | IE0001321 | Clare                                       | 211,7     |             |
| Toonagh Estate                                                            |                                                 |         | IE0002247 | Clare                                       | 5,41      |             |
| Tullaher Lough and Bog                                                    |                                                 |         | IE0002343 | Clare                                       | 468,98    |             |
| Ballymacoda (Clonpriest and Pillmore)                                     |                                                 |         | IE0000077 | Cork                                        | 494,82    |             |
| Barley Cove to Ballyrisode Point                                          |                                                 |         | IE0001040 | Cork                                        | 796,92    |             |
| Bandon River                                                              | Bandon River                                    |         | IE0002171 | Cork                                        | 321,12    |             |
| Ballyhoura Mountains                                                      | Ballyhoura Mountains                            |         | IE0002036 | Cork, Limerick                              | 746,7     |             |
| Blackwater River (Cork/Waterford)                                         | Blackwater River                                |         | IE0002170 | Cork, Kerry, Limerick, Tipperary, Waterford | 10145,32  |             |
| Caha Mountains                                                            | Caha Mountains                                  |         | IE0000093 | Cork, Kerry                                 | 6856,12   |             |
| Carrigeenamronety Hill                                                    |                                                 |         | IE0002037 | Cork                                        | 94,75     |             |
| Castletownshend                                                           |                                                 |         | IE0001547 | Cork                                        | 17,03     |             |
| Cleanderry Wood                                                           |                                                 |         | IE0001043 | Cork                                        | 61,06     |             |
| Clonakilty Bay                                                            | Clonakilty Bay                                  |         | IE0000091 | Cork                                        | 511,91    |             |
| Courtmacsherry Estuary                                                    |                                                 |         | IE0001230 | Cork                                        | 735,11    |             |
| Derryclogher (Knockboy)                                                   |                                                 |         | IE0001873 | Cork                                        | 1712,22   |             |
| Dunbeacon Shingle                                                         |                                                 |         | IE0002280 | Cork                                        | 43,02     |             |
| The Gearagh                                                               |                                                 |         | IE0000108 | Cork                                        | 557,71    |             |
| Glengarriff Harbour and Woodland                                          | Glengarriff Harbour                             |         | IE0000090 | Cork                                        | 1305,22   |             |
| Glanmore Bog                                                              |                                                 |         | IE0001879 | Cork, Kerry                                 | 1147,78   |             |
| Great Island Channel                                                      | Great Island Channel                            |         | IE0001058 | Cork                                        | 1437,55   |             |
| Farranamanagh Lough                                                       | Farranamanagh Lough                             |         | IE0002189 | Cork                                        | 27,3      |             |
| Kenmare River                                                             | Kenmare River                                   |         | IE0002158 | Cork, Kerry                                 | 43267,5   |             |
| Killarney National Park, MacGillycuddy’s Reeks and Caragh River Catchment | Caragh River                                    |         | IE0000365 | Cork, Kerry                                 | 76444,99  |             |
| Kilkeran Lake and Castlefreke Dunes                                       |                                                 |         | IE0001061 | Cork                                        | 96,43     |             |
| Lough Hyne Nature Reserve and Environs                                    | Lough Hyne                                      |         | IE0000097 | Cork                                        | 450,94    |             |
| Myross Wood                                                               |                                                 |         | IE0001070 | Cork                                        | 3,97      |             |
| Reen Point Shingle                                                        |                                                 |         | IE0002281 | Cork                                        | 7,01      |             |
| Roaringwater Bay and Islands                                              | Roaringwater Bay                                |         | IE0000101 | Cork                                        | 14253,09  |             |
| Sheep’s Head                                                              | Sheep’s Head                                    |         | IE0000102 | Cork                                        | 3133,9    |             |
| St. Gobnet’s Wood                                                         |                                                 |         | IE0000106 | Cork                                        | 43,85     |             |
| Three Castle Head to Mizen Head                                           | Three Castle Head view to Mizen Head            |         | IE0000109 | Cork                                        | 353       |             |
| Akeragh, Banna and Barrow Harbour                                         | Barrow Harbour                                  |         | IE0000332 | Kerry                                       | 1199,25   |             |
| Ballinskelligs Bay and Inny Estuary                                       | Ballinskelligs Bay                              |         | IE0000335 | Kerry                                       | 1658,47   |             |
| Ballyseedy Wood                                                           |                                                 |         | IE0002112 | Kerry                                       | 39,49     |             |
| Blackwater River (Kerry)                                                  | Blackwater River (Kerry)                        |         | IE0002173 | Kerry                                       | 5900,18   |             |
| Blasket Islands                                                           | Dunmore Head looking out to the Blasket Islands |         | IE0002172 | Kerry                                       | 22715,96  |             |
| Castlemaine Harbour                                                       |                                                 |         | IE0000343 | Kerry                                       | 8683,05   |             |
| Cloonee and Inchiquin Loughs, Uragh Wood                                  |                                                 |         | IE0001342 | Kerry                                       | 1154,05   |             |
| Drongawn Lough                                                            |                                                 |         | IE0002187 | Kerry                                       | 31,42     |             |
| Glanlough Woods                                                           |                                                 |         | IE0002315 | Kerry                                       | 16,55     |             |
| Kerry Head Shoal                                                          |                                                 |         | IE0002263 | Kerry                                       | 5794,72   |             |
| Kilgarvan Ice House                                                       |                                                 |         | IE0000364 | Kerry                                       | 17,25     |             |
| Lough Yganavan and Lough Nambrackdarrig                                   | Lough Nambrackdarrig                            |         | IE0000370 | Kerry                                       | 271,60    |             |
| Magharee Islands                                                          | Magharee Islands                                |         | IE0002261 | Kerry                                       | 2270,16   |             |
| Maulagowna Bog                                                            |                                                 |         | IE0001881 | Kerry                                       | 425,89    |             |
| Moanveanlagh Bog                                                          |                                                 |         | IE0002351 | Kerry                                       | 214,63    |             |
| Mount Brandon                                                             |                                                 |         | IE0000375 | Kerry                                       | 14349,07  |             |
| Mucksna Wood                                                              |                                                 |         | IE0001371 | Kerry                                       | 14,07     |             |
| Mullaghanish Bog                                                          |                                                 |         | IE0001890 | Kerry                                       | 70,02     |             |
| Old Domestic Building, Askive Wood                                        |                                                 |         | IE0002098 | Kerry                                       | 43,43     |             |
| Old Domestic Building, Curraglass Wood                                    |                                                 |         | IE0002041 | Kerry                                       | 0,03      |             |
| Old Domestic Building, Dromore Wood                                       |                                                 |         | IE0000353 | Kerry                                       | 123,57    |             |
| Sheheree (Ardagh) Bog                                                     |                                                 |         | IE0000382 | Kerry                                       | 17,07     |             |
| Slieve Mish Mountains                                                     | Baurtregaum, Derrymore Glen                     |         | IE0002185 | Kerry                                       | 9787,49   |             |
| Tralee Bay and Magharees Peninsula, West to Cloghane                      | Tralee Bay                                      |         | IE0002070 | Kerry                                       | 11627,11  |             |
| Valencia Harbour/Portmagee Channel                                        | Portmagee Channel                               |         | IE0002262 | Kerry                                       | 2691,84   |             |
| Askeaton Fen Complex                                                      |                                                 |         | IE0002279 | Limerick                                    | 284,29    |             |
| Barrigone                                                                 |                                                 |         | IE0000432 | Limerick                                    | 66,33     |             |
| Carrigeenamronety Hill                                                    |                                                 |         | IE0002037 | Limerick                                    | 94,75     |             |
| Clare Glen                                                                | Clare Glen                                      |         | IE0000930 | Limerick, Tipperary                         | 21,86     |             |
| Curraghchase Woods                                                        |                                                 |         | IE0000174 | Limerick                                    | 360,17    |             |
| Galtee Mountains                                                          | Galtee Mountains                                |         | IE0000646 | Limerick, Tipperary                         | 6418,99   |             |
| Glen Bog                                                                  |                                                 |         | IE0001430 | Limerick                                    | 27,66     |             |
| Glenstal Wood                                                             |                                                 |         | IE0001432 | Limerick                                    | 6,33      |             |
| Tory Hill                                                                 |                                                 |         | IE0000439 | Limerick                                    | 78,15     |             |
| Anglesey Road                                                             |                                                 |         | IE0002125 | Tipperary                                   | 32,92     |             |
| Arragh More (Derrybreen) Bog                                              |                                                 |         | IE0002207 | Tipperary                                   | 90,58     |             |
| Ballyduff/Clonfinane Bog                                                  |                                                 |         | IE0000641 | Tipperary                                   | 269,45    |             |
| Bolingbrook Hill                                                          |                                                 |         | IE0002124 | Tipperary                                   | 204,51    |             |
| Keeper Hill                                                               | Keeper Hill                                     |         | IE0001197 | Tipperary                                   | 413,53    |             |
| Kilcarren-Firville Bog                                                    |                                                 |         | IE0000647 | Tipperary                                   | 676,38    |             |
| Kilduff, Devilsbit Mountain                                               |                                                 |         | IE0000934 | Tipperary                                   | 133,81    |             |
| Liskeenan Fen                                                             |                                                 |         | IE0001683 | Tipperary                                   | 43,68     |             |
| Lough Derg, North-East Shore                                              | Lough Derg                                      |         | IE0002241 | Tipperary                                   | 3652,80   |             |
| Lower River Suir                                                          |                                                 |         | IE0002137 | Tipperary, Waterford                        | 7096,91   |             |
| Moanour Mountain                                                          |                                                 |         | IE0002257 | Tipperary                                   | 48,03     |             |
| Philipston Marsh                                                          |                                                 |         | IE0001847 | Tipperary                                   | 3,80      |             |
| Redwood Bog                                                               |                                                 |         | IE0002353 | Tipperary                                   | 554,79    |             |
| River Barrow and River Nore                                               |                                                 |         | IE0002162 | Tipperary, Waterford                        | 12367,76  |             |
| River Shannon Callows                                                     |                                                 |         | IE0000216 | Tipperary                                   | 5853,94   |             |
| Scohaboy (Sopwell) Bog                                                    |                                                 |         | IE0002206 | Tipperary                                   | 71,91     |             |
| Silvermine Mountains                                                      | Silvermine Mountains                            |         | IE0000939 | Tipperary                                   | 24,89     |             |
| Silvermine Mountains West                                                 |                                                 |         | IE0002258 | Tipperary                                   | 625,04    |             |
| Ardmore Head                                                              |                                                 |         | IE0002123 | Waterford                                   | 29,59     |             |
| Comeragh Mountains                                                        | Comeragh Mountains                              |         | IE0001952 | Waterford                                   | 6290,43   |             |
| Glendine Wood                                                             |                                                 |         | IE0002324 | Waterford                                   | 19,64     |             |
| Helvick Head                                                              | Helvick Head                                    |         | IE0000665 | Waterford                                   | 203,47    |             |
| Nier Valley Woodlands                                                     |                                                 |         | IE0000668 | Waterford                                   | 94,63     |             |
| Tramore Dunes and Backstrand                                              | Tramore Dunes and Backstrand                    |         | IE0000671 | Waterford                                   | 770,13    |             |

## Ulster
| Gebietsname                                   | Bild/Commons           | WDPA-ID | EEA-ID    | County   | Fläche ha | Bemerkungen |
| --------------------------------------------- | ---------------------- | ------- | --------- | -------- | --------- | ----------- |
| Boleybrack Mountain                           |                        |         | IE0002032 | Cavan    | 4242,32   |             |
| Corratirrim                                   |                        |         | IE0000979 | Cavan    | 116,99    |             |
| Cuilcagh - Anierin Uplands                    | Cuilcagh Mountain Peak |         | IE0000584 | Cavan    | 9735,53   |             |
| Killyconny Bog (Cloghbally)                   |                        |         | IE0000006 | Cavan    | 185,02    |             |
| Lough Oughter and Associated Loughs           | Lough Oughter          |         | IE0000007 | Cavan    | 4755,86   |             |
| River Boyne and River Blackwater              | River Blackwater       |         | IE0002299 | Cavan    | 2317,87   |             |
| Aran Island (Donegal) Cliffs                  | Aran Island            |         | IE0000111 | Donegal  | 542,81    |             |
| Ballintra                                     |                        |         | IE0000115 | Donegal  | 47,18     |             |
| Ballyarr Wood                                 | Ballyarr Wood          |         | IE0000116 | Donegal  | 30,01     |             |
| Ballyness Bay                                 | Ballyness Bay          |         | IE0001090 | Donegal  | 1235,31   |             |
| Ballyhoorisky Point to Fanad Head             |                        |         | IE0001975 | Donegal  | 1292,49   |             |
| Cloghernagore Bog and Glenveagh National Park |                        |         | IE0002047 | Donegal  | 33445,53  |             |
| Coolvoy Bog                                   |                        |         | IE0001107 | Donegal  | 306,55    |             |
| Croaghonagh Bog                               |                        |         | IE0000129 | Donegal  | 248,87    |             |
| Donegal Bay (Murvagh)                         | Donegal Bay            |         | IE0000133 | Donegal  | 1810,48   |             |
| Dunmuckrum Turloughs                          |                        |         | IE0002303 | Donegal  | 33,9      |             |
| Dunragh Loughs/Pettigo Plateau                |                        |         | IE0001125 | Donegal  | 2022,48   |             |
| Durnesh Lough                                 | Durnesh Lough          |         | IE0000138 | Donegal  | 357,28    |             |
| Lough Eske and Ardnamona Wood                 | Lough Eske             |         | IE0000163 | Donegal  | 857,58    |             |
| Lough Nagreany Dunes                          |                        |         | IE0000164 | Donegal  | 221,06    |             |
| Fawnboy Bog/Lough Nacung                      | Gweedore               |         | IE0000140 | Donegal  | 1104,93   |             |
| River Finn                                    | River Finn             |         | IE0002301 | Donegal  | 5498,46   |             |
| Gannivegil Bog                                |                        |         | IE0000142 | Donegal  | 2152,73   |             |
| Lough Golagh and Breesy Hill                  |                        |         | IE0002164 | Donegal  | 798,83    |             |
| Gweedore Bay and Islands                      | Gweedore Bay           |         | IE0001141 | Donegal  | 6013,55   |             |
| Horn Head and Rinclevan                       |                        |         | IE0000147 | Donegal  | 2343,32   |             |
| North Inishowen Coast                         |                        |         | IE0002012 | Donegal  | 7066,04   |             |
| Inishtrahull                                  | Inishtrahull           |         | IE0000154 | Donegal  | 483,11    |             |
| Kindrum Lough                                 | Kindrum Lough          |         | IE0001151 | Donegal  | 116,06    |             |
| Leannan River                                 | Leannan River          |         | IE0002176 | Donegal  | 1725,64   |             |
| Magheradrumman Bog                            | Towards Magheradrumman |         | IE0000168 | Donegal  | 997,27    |             |
| Meenaguse/Ardbane Bog                         |                        |         | IE0000172 | Donegal  | 668,24    |             |
| Meenaguse Scragh                              |                        |         | IE0001880 | Donegal  | 627,13    |             |
| Meentygrannagh Bog                            |                        |         | IE0000173 | Donegal  | 529,80    |             |
| Lough Melvin                                  |                        |         | IE0000428 | Donegal  | 2268,87   |             |
| Muckish Mountain                              | Muckish Mountain       |         | IE0001179 | Donegal  | 1522,15   |             |
| Mulroy Bay                                    | Mulroy Bay             |         | IE0002159 | Donegal  | 3207,76   |             |
| Lough Nageage                                 |                        |         | IE0002135 | Donegal  | 156,77    |             |
| Lough Nillan Bog (Carrickatlieve)             |                        |         | IE0000165 | Donegal  | 4156,02   |             |
| Rathlin O’Birne Island                        | Rathlin O’Birne Island |         | IE0000181 | Donegal  | 797,72    |             |
| Rutland Island and Sound                      | Rutland Island         |         | IE0002283 | Donegal  | 3865,6    |             |
| Sessiagh Lough                                | Sessiagh Lough         |         | IE0000185 | Donegal  | 71,6      |             |
| Sheephaven Bay                                | Sheephaven Bay         |         | IE0001190 | Donegal  | 1841,19   |             |
| Slieve League                                 | Slieve League          |         | IE0000189 | Donegal  | 3924,27   |             |
| Slieve Tooey/Tormore Island/Loughros Beg Bay  | Loughros Beg Bay       |         | IE0000190 | Donegal  | 9431,45   |             |
| Lough Swilly                                  | Lough Swilly           |         | IE0002287 | Donegal  | 9257,68   |             |
| St. John’s Point                              | St. John’s Point       |         | IE0000191 | Donegal  | 1086,35   |             |
| Tamur Bog                                     |                        |         | IE0001992 | Donegal  | 1183,62   |             |
| Termon Strand                                 |                        |         | IE0001195 | Donegal  | 86,86     |             |
| Tory Island Coast                             | Tory Island coast      |         | IE0002259 | Donegal  | 3047,18   |             |
| Tranarossan and Melmore Lough                 | Boyeeghter Strand      |         | IE0000194 | Donegal  | 653,35    |             |
| West Of Ardara/Maas Road                      |                        |         | IE0000197 | Donegal  | 6733,42   |             |
| Kilroosky Lough Cluster                       |                        |         | IE0001786 | Monaghan | 56,81     |             |

## Offshore
| Gebietsname                | Bild/Commons | WDPA-ID | EEA-ID    | Fläche ha | Bemerkungen |
| -------------------------- | ------------ | ------- | --------- | --------- | ----------- |
| Belgica Mound Province     |              |         | IE0002327 | 41090,4   |             |
| Hempton’s Turbot Bank      |              |         | IE0002999 | 4492,68   |             |
| Hovland Mound Province     |              |         | IE0002328 | 108655    |             |
| South-west Porcupine Bank  |              |         | IE0002329 | 32929,9   |             |
| North-west Porcupine Bank  |              |         | IE0002330 | 71629,7   |             |
| Rockabill to Dalkey Island |              |         | IE0003000 | 27285,88  |             |
| Porcupine Bank Canyon      |              |         | IE0003001 | 78110     |             |
| South East Rockall Bank    |              |         | IE0003002 | 148790    |             |
| Codling Fault Zone         |              |         | IE0003015 | 2982,23   |             |